# Відоновське сільське поселення
Відо́новське сільське поселення (рос. Видоновское сельское поселение) — муніципальне утворення у складі Упоровського району Тюменської області, Росія.
Адміністративний центр — село Масалі.

## Населення
Населення — 1716 осіб (2020; 1745 у 2018, 1752 у 2010, 1740 у 2002).

## Склад
До складу поселення входять такі населені пункти:
| Населений пункт       | Населення, осіб (2002) | Населення, осіб (2010) |
| --------------------- | ---------------------- | ---------------------- |
| Відонова, присілок    | 304                    | 323                    |
| Дубровинський, селище | 160                    | 160                    |
| Кізак, селище         | 203                    | 199                    |
| Маркова, присілок     | 133                    | 142                    |
| Масалі, село          | 940                    | 928                    |